# ラトランド・ボートン
ラトランド・ボートン（Rutland Boughton, 1878年1月23日 - 1960年1月25日）は、イングランドの作曲家。オペラや合唱曲の作曲者として20世紀初頭によく知られるようになった。
チャールズ・ヴィリアーズ・スタンフォードとウォルフォード・デイヴィスの弟子であったボートンは、3曲の交響曲、数曲の協奏曲、パートソング、歌曲、室内楽曲、そしてオペラ（彼はこれをワーグナーに倣って『楽劇』と呼んだ）を生み出した。彼の作品のうち最も知られるのはオペラ「不滅の時間」である。コヴェントリーの降誕劇を題材とする1915年の「ベスレヘム Bethlehem」は、伝統的なクリスマス・キャロルの合唱編曲が名高く、世界中の合唱団からの高い人気を勝ち得た。
ボートンは他にも「The Birth of Arthur」（1913年）、「The Round Table」（1916年）、「The Lily Maid」（1934年）、「Avalon and Galahad」（1945年）、「The Moon Maiden」（1919年）、「Alkestis」（1922年）、「The Queen of Cornwall」（1924年）などのオペラを作曲している。前の4作は全てアーサー王にまつわる楽劇シリーズである。
ボートン財団（下記参照）を通じて彼の主要作品の多くがこれまでに録音されており、CDで入手可能である。そのような曲目には「不滅の時間」、「ベスレヘム」、交響曲第1番「Oliver Cromwell」、交響曲第2番「Deirdre」、交響曲第3番、オーボエ協奏曲第1番、弦楽四重奏曲集、他の室内楽曲、歌曲などがある。
作曲活動に加え、ボートンはグラストンベリーに『イングランドのバイロイト』を創造しようとしたことでも知られる。1914年から1926年には最初のグラストンベリー・フェスティバル が行われ、大きな成功を収めた。1927年から1960年に没するまで、彼はグロスタシャーのニューエントに程近いキルコット（Kilcot）で過ごした。

## 人物・来歴
ボートンはバッキンガムシャー、アリスバーリーの町で、バッキンガム・ストリートに店を構える食料雑貨店主ウィリアム・ボートン（William- 1841年-1905年）の息子として生まれた。ボートンは正式な教育の機会をすぐさま得られたわけではなかったが、幼少期から類稀な音楽の才能の片鱗をのぞかせていた。1892年、彼は演奏会代理店の実習生としてロンドンへ向かい、6年後には彼は影響力のある音楽家たちの注意を引くまでになる。中でもロスチャイルド家は、ボートンがロンドンの王立音楽大学で学ぶのに十分な額の資金を提供した。しかしながら資金はわずか1年で底をつき、大学を去った彼はまずヘイマーケット・シアターのオーケストラピットで、次にバリトン歌手のデイヴィッド・フランコン・デイヴィス の公式な付き人として、その場しのぎの仕事を行った。1903年に彼はアリスバーリーでの隣人の娘であったフローレンス・ホブリー（Florence Hobley）と結婚するが、彼は後にこの結婚を悔やむことになる。交響曲第1番「Oliver Cromwell」を完成させた1905年、ボートンはグランヴィル・バントックからの誘いを受ける形でバーミンガム・ミッドランド音楽院（現在のバーミンガム音楽院）の教員の1人となった。

### バーミンガム・ミッドランド音楽院

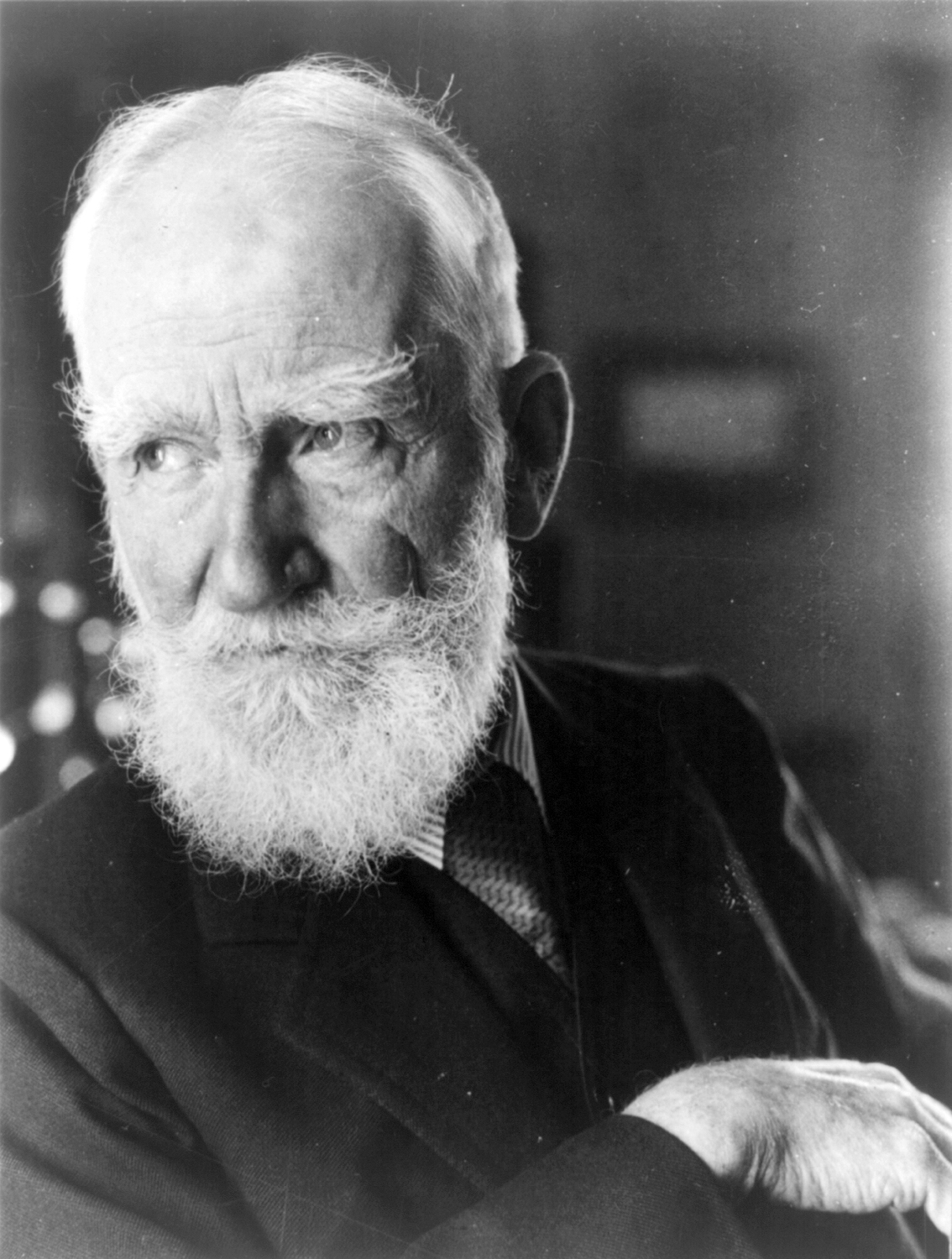
ジョージ・バーナード・ショー

バーミンガム在住時（1905年から1911年）のボートンは、多くの新たなチャンスに恵まれ、また数多くの友人と出会っている。彼は優れた教師として、また傑出した合唱指揮者として頭角を現していき、それによって高い名声を勝ち得た。彼はジョン・ラスキン、ウィリアム・モリス、エドワード・カーペンター、ジョージ・バーナード・ショーらの著作を通じて、社会主義の思想に傾倒していく。その後ショーとの関係は生涯にわたる付き合いへと発展するが、それはボートンがショーにあるオペラへの協力を呼びかけ、ショーに断られたことに端を発するものだった。当初、ショーはボートンのあらゆる音楽に関わることを拒絶したが、これに対してボートンは諦めることなく呼びかけを続けた。ついにショーは2人の間に共通点を見出すようになり、これがそれ以降消えることはなかったのである。加えて、後年彼の伴侶として、さらに芸術面で彼の「右腕」としてグラストンベリーでの企画に加わることになる、若い美術学生のクリスティーナ・ウォルシェ（Christina Walshe）と親交を育むのもこの時期であった。
ボートンは独学で学びを深め発展させてきていたが、そうする中で生涯にわたって持ち続けるある芸術上の目標に行き当たった。若い頃、彼は14日間に及ぶキリストの生涯に関する劇を構想していた。劇中では演劇が行われるのはオーケストラの中央に配された小さな舞台の上で、ソロや合唱が演技に注釈をつけるという形式が想定されていた。この構想は実現しなかったものの、彼は着想自体を捨てずにおいていた。1907年までにボートンはワーグナーの理論と実践に触れ、またそれが教会によるキリスト教信仰の捉え方が幾分間違っているという彼の個人的な見解と相俟って、彼は次なる題材であるアーサー王へと軸足を移していった。バイロイト音楽祭の「ニーベルングの指環」を土台とし、若き詩人であったレジナルド・バックレー（Reginald Buckley）が記した「Arthur of Britain」の発想と並んで、ボートンは新たなオペラの形式を提案し、後に自らこれを「合唱劇 choral drama」と呼んだ。こうした点からボートン、バックレー、ウォルシェの3人の仲間は劇作の国民的祭典の創設を望むようになる。ロンドンのロイヤル・オペラ・ハウスは確立されたオペラの演目にとっては理想的な会場であったが、ボートンとバックレーの計画には適していないということがわかった。そこで、彼らは自ら劇場を建設するとともに、協力し合い共同体を作り上げるべく才能ある地元の人間を起用することに決めた。当初はハートフォードシャー州のレッチワースがプロジェクトに適した土地であると見込まれたが（当時、美術工芸運動が重要であった）、その後彼らはアーサー王永眠の地であるとの説が有力で、王の伝説が根付く地域であるサマセット州の町グラストンベリーに落ち着いた。その頃、指揮者のダン・ゴドフリーと彼が率いるボーンマス交響楽団は新しいイングランドの音楽を支援する活動で名声を博していた。そうして、ボーンマスにおいてボートンのアーサー王シリーズの第1作目である「The Birth of Arthur」が初演される運びとなったのである。ボーンマスでは他にもボートンの「交響曲第2番」が初演され、オペラ「The Queen of Cornwall」が初めて管弦楽を伴って上演された。この演奏会にはオペラの題材となった詩の作者であるトーマス・ハーディが出席していた。

### グラストンベリー
1911年までにボートンはバーミンガム音楽院の職を辞し、グラストンベリーに映ってウォルシェ、バックレーと共に国内で初めての夏の定期音楽集会を立ち上げることに集中し始めた。最初に公演が行われた作品は予定していたアーサー王シリーズではなかったものの、ボートンの合唱劇の新作である「不滅の時間」であった。この作品は1912年に作曲され、初演に際しては国中に訴えかけて基金を創設すべくバントック、トーマス・ビーチャム、ジョン・ゴールズワージー、ユージン・グーセンス、グスターヴ・ホルスト、エセル・スマイス、ショーら他によってこれ以上ない後援が行われた。エルガーは基金の礎石を置くことを約束し、ビーチャムは私有のロンドン・フィルハーモニー管弦楽団を貸し出した。しかしながら、初年度の開始月となっていた1914年8月になると第1次世界大戦が勃発し、全ての計画は延期を余儀なくされた。ボートンはこのような中でも計画を推し進めることを決断し、ビーチャムのオーケストラの代わりにグランドピアノを用いて音楽祭は開催された。劇場の代わりとして使用された地元の集会場は、その後音楽祭が終わりを迎える1926年まで使用されることになり、ボートンはそこで350以上の舞台作品を上演し、100の室内楽演奏会、多数の展覧会や講演会、リサイタルが開催された。これはイングランドではかつて例のない規模であった。1922年にはボートンの音楽祭の演奏家たちがツアーを行い、ブリストルのフォーク・フェスティバル・ハウス（現存しない）やボーンマスで好評を得た。

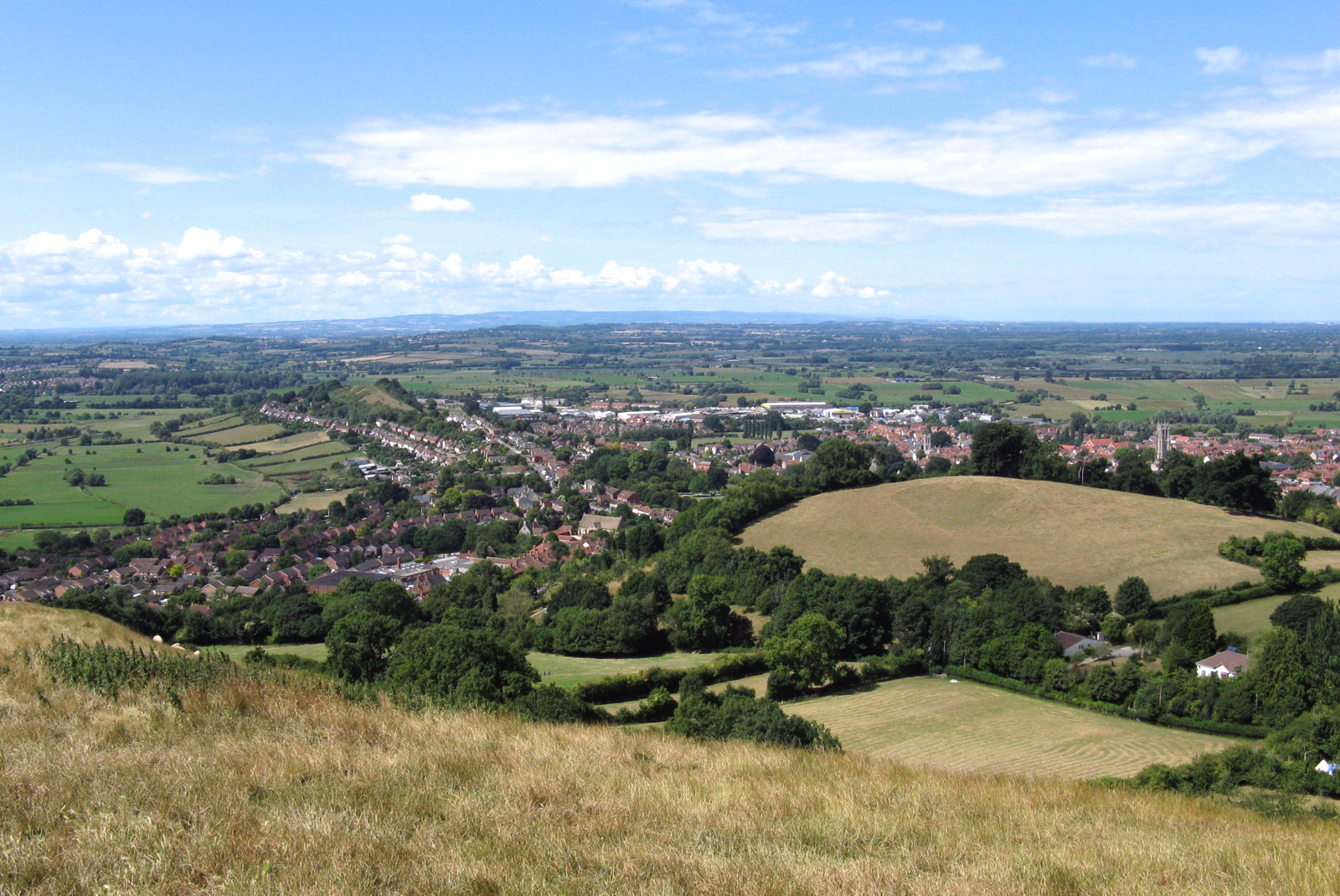
グラストンベリーの風景

ボートンの作品中、最も成功し高い評価を得たのはオペラ「不滅の時間」であった。この作品はウィリアム・シャープのケルト神話に基づく戯曲を下敷きとするものである。グラストンベリーで成功を収めバーミンガムでも好評を得ると、新しいバーミンガム・レパートリー・シアターの支配人であったバリー・ジャクソンはロンドン公演を決定した。グラストンベリー音楽祭のメンバーを率いて行われた公演は、600回以上の上演となり新記録を打ち立てた。1922年にリージェント・シアター（Regent Theatre）に到着すると200回以上の初回公演が約束されており、さらに1923年に160回の追加公演も行われた。さらに1932年には復活公演も行われ、大きな成功を収めた。王室の人物らも含め、観客は複数回にわたって訪れては特にEtain役でプロとして舞台デビューを果たした若きグェン・フランコン＝デイヴィスの歌と演技を鑑賞した。
「不滅の時間」や「ベスレヘム」に加え、1924年のトーマス・ハーディの戯曲に基づく「The Queen of Cornwall」と1922年のギリシアの詩人エウリピデスの戯曲に基づく「Alkestis」も非常に高い評価を受け、後者は1924年にロイヤル・オペラ・ハウスでも上演された。これらの後期作品はアドルフ・ボルスドルフ（Adolph Borsdorf）が組織した最初のボートン・トラストがロンドンやサマセットの通りでの興行を後援するようになった1960年代半ば以降、公に聴かれることはなくなっている。
ボートンは1926年のゼネラル・ストライキと鉱山労働者の職場締め出しに同情を寄せていた。彼はロンドン、ウェストミンスターのチャーチ・ハウス において自らの人気の高い降誕オペラ「ベスレヘム」を、イエスを鉱山労働者の小屋で生まれたことにし、ヘロデ大王を兵士と警官を脇に従えてシルクハットを被った人物として描いて上演すべきだと主張した。この出来事によってグラストンベリーでボートンを支えていた人々が非常に当惑して事業から身を引き、また音楽祭の演奏家たちは離散していくこととなり、音楽祭に翳りが見えるようになった。

### 晩年
1927年から没する1960年まで、ボートンはグロスタシャーのニューエント近郊のキルコットに居を構えた。ここで彼はアーサー王シリーズの最後の2作品（「Avalon」と「Galahad」の2つのオペラ。今日でもなお初演されていない。）を完成させ、彼の最高傑作の中でもここ20年の間にようやくその真価が認識されてきた数曲を生み出している。「交響曲第2番」「交響曲第3番」などがそれにあたり、第3番は1939年にレイフ・ヴォーン・ウィリアムズ、クラランス・レイボールド、アラン・ブッシュら他が出席する中、ロンドンのキングズウェイ・シアターで初演された。また、オーボエのための数多くの作品（娘のジョイ・ボートンとレオン・グーセンスにそれぞれ捧げられた2つの協奏曲など）、室内楽、そして多数の管弦楽曲も作曲されている。1934年と1935年には、ボートンはストラウドとバースで委嘱された音楽祭において、グラストンベリーでのかつての成功を再び手にしようと新たな作品を書き上げた。アーサー王シリーズの第3作であるオペラ「The Lily Maid」と「The Ever Young」である。しかしながら、社会主義に傾倒したその政治思想のためにボートンの名声は高まることはなく、その後40年にわたって彼の音楽は無視されることになった。ボートンは1960年、ロンドン、バーンズにある娘のジョイの家で息を引き取った。82歳没。

## ボートンにまつわる言葉
- 「私はボートンの作品が、やがて我々の音楽の歴史の中で最も優れた成果のひとつとして認められるようになることを信じている。」 - 1955年、チャールズ・ケネディ・スコット

- 「『不滅の時間』は天才の作品である。」 — 1924年、エドワード・エルガー

- 「私は『不滅の時間』の虜だ。全てが私を捕まえて放さないのだ。」 — 1922年、エセル・スマイス

- 「エルガーが逝った今、君が市場の中で唯一イングランドの伝統的様式を受け継ぐ者だ（中略）私はそれが非常に気に入ったよ。」 — 1934年、ジョージ・バーナード・ショー

- 「私はボートンがいかに登場人物を生き生きと描き、合唱のもたらす効果を心得ていたかを鮮明に覚えている。」 — 1949年、アーサー・ブリス、「不滅の時間」に寄せて

- 「他国においても、『不滅の時間』のような作品は何年も前に常連演目になっていたことだろう。」 — 1949年、レイフ・ヴォーン・ウィリアムズ

## ラトランド・ボートン・ミュージック・トラスト
ボートンの名声を回復するため、ラトランド・ボートン・ミュージック・トラスト が彼の生誕100周年にあたる1978年に設立され、ボートン作品の演奏や録音を支援している。そうした作品の多くは現在ハイペリオン・レコードからCDが入手可能で、中には世界初演もいくつか含まれている。2005年に初演された交響曲「Oliver Cromwell」や1904年、もしくは1905年頃以来の再演となる「Songs of the English」からの3曲はダットン（Dutton）から発売されている。メゾソプラノとピアノのための歌曲集は英国音楽協会の自主レーベルから出されている。また、ダットンはトラストの後援を得てトーマス・ハーディの戯曲に基づくオペラ「The Queen of Cornwall」の世界初録音を行って発売している。

## 主要作品

### 舞台作品

#### 楽劇
- The Birth of Arthur （1908年-1909年）
- 不滅の時間 （1912年-1913年）
- ベスレヘム （1915年）
- The Round Table （1915年-1916年）
- Alkestis （1920年-1922年）
- The Queen of Cornwall （1923年-1924年）
- The Ever Young （1928年-1929年）
- The Lily Maid （1933年-1934年）
- Galahad （1943年-1944年）
- Avalon （1944年-1945年）

#### 小規模な舞台作品
- The Chapel in Lyonesse （1904年）
- Agincourt （1918年）
- The Moon Maiden （1918年）

#### バレエ
- Death Dance of Grania （1912年）
- Snow White （1914年）
- The Death of Columbine （1918年）
- May Day （1926年-1927年）

#### 付随音楽
- Dante and Beatrice （1902年頃）
- The Land of Heart's Desire （1917年）
- Little Plays of St Francis （1924年-1925年）
- Isolt （1935年）

### 交響曲
- 交響曲第1番「オリバー・クロムウェル」 （1904年-1905年）
- 交響曲第2番「デアドラ」 （1926年-1927年）
- 交響曲第3番 ロ短調 （1937年）

### 管弦楽曲
- 交響詩「A Summer Night」 （1899年、1903年改訂）
- 交響組曲「The Chilterns」 （1900年）
- 交響的行進曲「Britannia」 （1901年）
- パーセルの主題による変奏曲 （1901年）
- 交響詩「Imperial Elegy: Into the Everlasting」 （1901年）
- 交響詩「Troilus and Cressida (Thou and I)」 （1902年）
- 序曲「School for Scandal」 （1903年）
- 交響詩「Love in Spring」 （1906年）
- 弦楽のための3つの民謡舞曲 （1912年）
- 序曲「The Round Table」 （1916年）
- 序曲「The Queen of Cornwall」 （1926年）
- Three Flights for Orchestra （1929年）
- Winter Sun （1932年）
- アーサー王シリーズへの序曲 （1936年）
- Rondo in Wartime （1941年）
- クリスマスの讃美歌による管弦楽のための前奏曲 （1941年）
- Reunion Variations （1945年）
- 弦楽のための組曲「Aylesbury Games」 （1952年）

### 協奏曲
- オーボエと弦楽のための協奏曲第1番 ハ長調 （1936年）
- オーボエと弦楽のための協奏曲第2番 ト長調 （1937年）
- フルートと弦楽のための協奏曲 （1937年）
- 弦楽のための協奏曲 （1937年）
- トランペット協奏曲 （1943年）

### 室内楽曲
- ヴァイオリン・ソナタ （1921年）
- 弦楽四重奏曲第1番 イ長調 「ギリシャ民謡による」 （1923年）
- 弦楽四重奏曲第2番 ヘ長調 「ウェールズの丘より」 （1923年）
- フルート、オーボエとピアノのための三重奏曲 （1925年）
- オーボエ四重奏曲第1番 （1932年）
- オーボエ四重奏のための「3つの無言歌」 （1937年）
- 弦楽三重奏曲 （1944年）
- オーボエ四重奏曲第2番 （1945年）
- ピアノ三重奏曲 （1948年）
- チェロ・ソナタ （1948年）

### 合唱曲
- 合唱と管弦楽のための「The Skeleton in Armour」 （1898年、1903年改訂）
- 合唱と管弦楽のための「Sir Galahad」 （1898年）
- 合唱と管弦楽のための「The Invincible Armada」 （1901年）
- 無伴奏合唱のための2つの「合唱変奏曲」 （1905年）
- 合唱と管弦楽のための交響詩「Midnight」 （1907年）
- 無伴奏合唱のためのモテット「The City」 （1909年）
- 無伴奏合唱のための「Six Spiritual Songs」 （1910年）
- 無伴奏合唱のための「Six Celtic Choruses」 （1914年）
- 合唱と管弦楽のための「The Cloud」 （1923年）
- 合唱と管弦楽のための「Pioneers」 （1925年）
- 無伴奏合唱曲集「Child of Earth」 （1927年）

### 歌曲
- Songs of the English （1901年）
- Four Faery Songs （1901年）
- Six Songs of Manhood （1903年）
- Five Celtic Songs （1910年）
- Songs of Womanhood （1911年）
- Songs of Childhood （1912年）
- Symbol Songs （1920年）
- Four Everyman Songs （1922年）
- Three Hardy Songs （1924年）

ラトランド・ボートン・ミュージック・トラストからは、全ての作品の詳細な情報が入手可能である。

## 楽譜
ボートンの手稿譜の大半は、ロンドン、ユーストン・ロードの大英図書館で閲覧可能である。
演奏用の楽譜の入手に関しては、ラトランド・ボートン・ミュージック・トラスト、場合によっては適切な出版社への問い合わせを行う必要がある。